# 24 канал (Украйна)
24 канал (на украински: 24 Канал) е първият украински денонощен новинарски телевизионен канал. Първоначално телевизионният канал се нарича „телевизия новини 24“, по-късно се преименува на „24 канал“, което се използва в актуализираното лого на компанията и на официалния уебсайт на 24tv.ua.
Той е част от медийния холдинг на ТРК „Люкс“, който е собственост на Катерина Кит-Садова. Новините от политиката, икономиката, шоубизнеса, спорта се актуализират на живо. Излъчва се в цяла Украйна.